# Karszów
Karszów (niem. Karschau, Kreis Strehlen) – wieś w Polsce położona w województwie dolnośląskim, w powiecie strzelińskim, w gminie Strzelin.

## Historia
W roku 1323 miejscowość została wspomniana w bulli papieża Jana XXII jako Carschow. 

## Podział administracyjny
W latach 1975–1998 miejscowość administracyjnie należała do województwa wrocławskiego.

## Zabytki
Do wojewódzkiego rejestru zabytków wpisany jest:
- kościół filialny pw. Niepokalanego Poczęcia Najświętszej Marii Panny, z końca XIII w., przebudowany w XV w. i w latach 1973–1976. Orientowany, murowany z kamienia, jednonawowy, nakryty dachami dwuspadowymi[6].